# 玉环泉

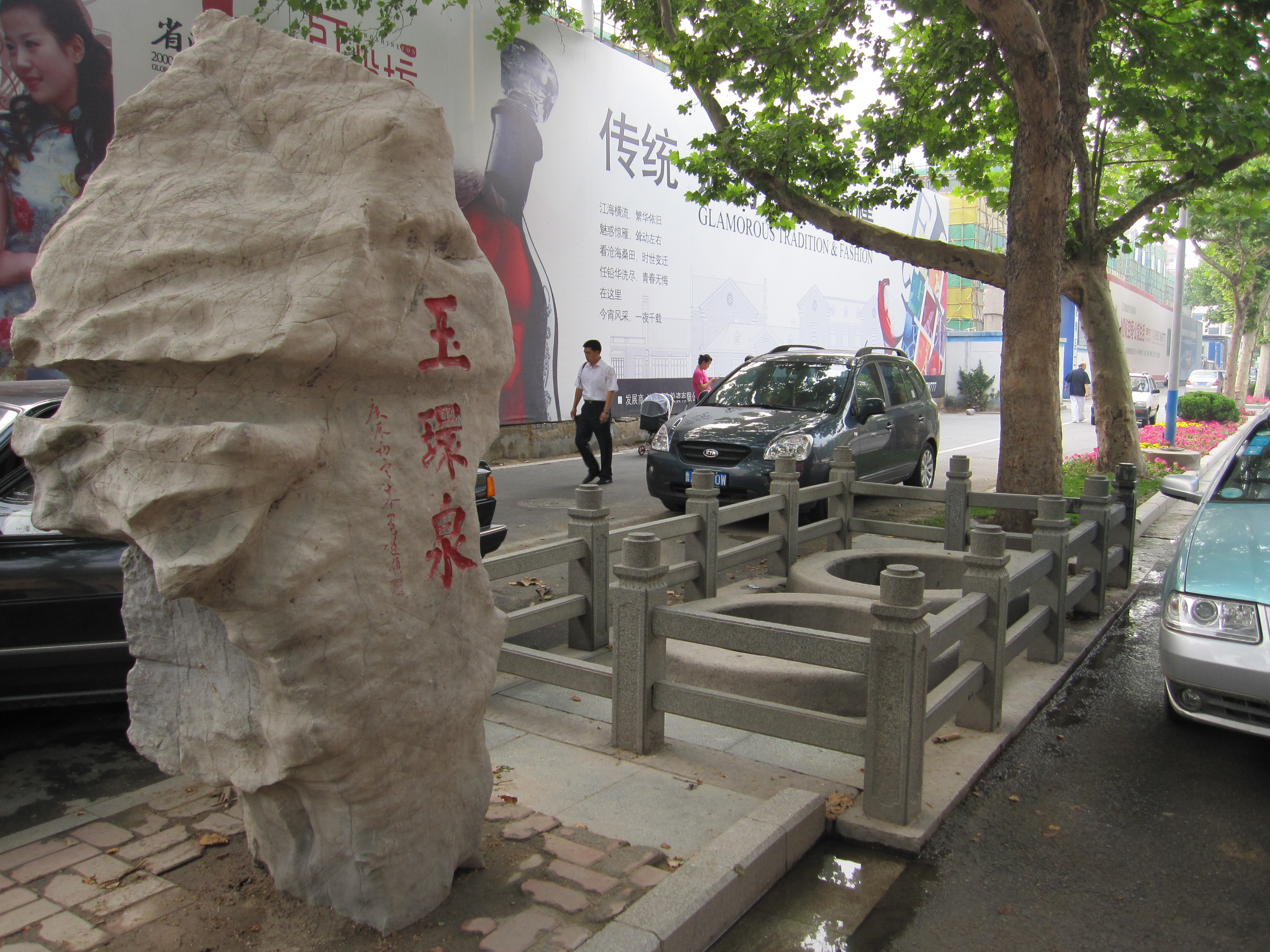
玉环泉泉池

玉环泉，位于中国山东省济南市历下区省府前街中段路西侧，泉名得自于其双泉并涌相通，水纹相扣如环，又因泉呈井状亦称玉环井。该泉为金代《名泉碑》、明代晏璧《七十二泉诗》和清代郝植恭《七十二泉记》所著录的济南七十二名泉之一，亦列入2004年4月评选的新七十二名泉中，隶属珍珠泉泉群。
该泉1978年因街道扩宽一度曾被覆盖，1982年修复，1998年整修为现状。泉池由块石所砌，呈两个相依的圆井状，直径约1米、深5米，池岸以花岗石雕制并围以石栏杆，泉南侧立有风景石。其水清冽甘美，终年不涸，昔日附近街中居民皆取来饮用。泉西原有清光绪六年（1880年）全街市民公立的碑刻，镌有涂以朱色的“玉环泉”三字，随着省府前街的拆迁改造今已不存。